# Canton de Saint-Amand-en-Puisaye
Le canton de Saint-Amand-en-Puisaye est une ancienne division administrative française située dans le département de la Nièvre et la région Bourgogne.

## Géographie
Ce canton est organisé autour de Saint-Amand-en-Puisaye et est l'un des 7 cantons de l'arrondissement de Cosne-Cours-sur-Loire. Son altitude varie de 154 m (Arquian) à 352 m (Bouhy) pour une altitude moyenne de 242 m.

## Représentation

### Conseillers d'arrondissement de 1833 à 1940
| Période                                  | Période          | Identité                            | Étiquette                | Qualité |
| ---------------------------------------- | ---------------- | ----------------------------------- | ------------------------ | --- |
|                                          |                  |                                     |                          | |
| 1855                                     |                  | Charles Grégoire Chenou (1799-1880) |                          | Propriétaire à Saint-Amand                                                                                  |
|                                          |                  |                                     |                          | |
|                                          | 1886             | Achille Jacquet                     |                          | Maire de Saint-Amand                                                                                        |
| 1886                                     | 1892             | Martin Aubard                       | Républicain              | Entrepreneur de travaux, maire de Saint-Amand-en-Puisaye                                                    |
| 1892                                     | 1904             | Irsam Genty                         | Républicain puis Radical | Adjoint au maire de Saint-Amand-en-Puisaye (maire 1895 et 1896-1910)                                        |
| 1904                                     | 1910             | Claude-Léger Charnin                | Radical                  | Agriculteur viticulteur, ancien maire de Bouhy                                                              |
| 1910                                     | 1912 (démission) | Henri Bénéteau                      | SFIO                     | Médecin à Saint-Amand-en-Puisaye                                                                            |
| 1912                                     | 1928             | Léon Narcisse Marette               | Radical                  | Contremaître à la scierie de Saint-Amand-en-Puisaye                                                         |
| 1928                                     | 1940             | Désiré Rameau                       | RG                       | Maire de Dampierre-sous-Bouhy                                                                               |
| 1940                                     |                  |                                     |                          | Les conseils d'arrondissement ont été suspendus par la loi du 12 octobre 1940 et n'ont jamais été réactivés |
| Les données manquantes sont à compléter. |                  |                                     |                          | |

### Conseillers généraux de 1833 à 2015
| Période | Période      | Identité                            | Étiquette           | Qualité |
| ------- | ------------ | ----------------------------------- | ------------------- | --- |
| 1833    | 1839         | Thomas Marlot                       |                     | Procureur du Roi à Cosne Elu en 1845 dans le Canton de Cosne |
| 1839    | 1864         | Louis Auguste Gillois               |                     | Juge de paix à Saint-Amand |
| 1864    | 1881 (décès) | Ernest Gillois                      | Droite              | Agent de change honoraire à Paris maire de Dampierre-sous-Bouhy (1865-1876)                                                                                       |
| 1881    | 1886 (décès) | Etienne Frottier                    |                     | Ancien officier Propriétaire à Saint-Amand-en-Puisaye |
| 1886    | 1889         | Charles Frottier                    | Républicain radical | Propriétaire à Arquian |
| 1889    | 1890 (décès) | André Stanislas Henri Haber         |                     | Juge au Tribunal Civil de Chartres, puis à Chalon-sur-Marne Propriétaire à Saint-Amand                                                                            |
| 1890    | 1901         | Auguste Boyer                       | Républicain rallié  | Maire de Dampierre-sous-Bouhy |
| 1901    | 1907         | Arsène Henri Moutheau               | Rad.                | Propriétaire Adjoint au Maire de Saint-Amand-en-Puisaye |
| 1907    | 1940         | Arsène-Célestin Fié                 | PRS                 | Docteur en médecine Député de 1924 à 1942 Maire de Saint-Amand-en-Puisaye (1910-1940)                                                                             |
|         |              |                                     |                     | |
| 1945    | 1964         | Arsène-Célestin Fié                 | SFIO                | Maire de Saint-Amand-en-Puisaye Député (1924-1942) Président du Conseil Général de la Nièvre                                                                      |
| 1964    | 1982         | Marguerite Fié (fille du précédent) | SFIO puis PS        | Médecin Ancienne conseillère municipal de Chelles (Seine-et-Marne)                                                                                                |
| 1982    | 2001         | Gérard Laurent (1937-2020)          | DVD                 | Agriculteur Maire de Dampierre-sous-Bouhy (1965-1983) |
| 2001    | 2015         | Pascale de Mauraige                 | DVD                 | Maire d'Arquian (1983-2020) Présidente de la Communauté de Communes "Puisaye-Nivernaise" puis "Puisaye-Forterre" Elue en 2015 dans le Canton de Pouilly-sur-Loire |

## Composition
Le canton de Saint-Amand-en-Puisaye groupait 6 communes et comptait 3 555 habitants (population municipale de 2007).
| Communes               | Population (2012) | Code postal | Code Insee |
| ---------------------- | ----------------- | ----------- | ---------- |
| Arquian                | 600               | 58310       | 58012      |
| Bitry                  | 316               | 58310       | 58033      |
| Bouhy                  | 463               | 58310       | 58036      |
| Dampierre-sous-Bouhy   | 484               | 58310       | 58094      |
| Saint-Amand-en-Puisaye | 1 322             | 58310       | 58227      |
| Saint-Vérain           | 369               | 58310       | 58270      |

## Démographie
| 1962  | 1968  | 1975  | 1982  | 1990  | 1999  | 2006  | 2007  | 2009 |
| ----- | ----- | ----- | ----- | ----- | ----- | ----- | ----- | ---- |
| 4 148 | 4 398 | 3 970 | 3 777 | 3 589 | 3 597 | 3 582 | 3 555 | -    |

Histogramme de l'évolution démographique depuis 1962 :